# Châteauneuf-d’Ille-et-Vilaine
Châteauneuf-d’Ille-et-Vilaine (bret. Kastell-Noez) – miejscowość i gmina we Francji, w regionie Bretania, w departamencie Ille-et-Vilaine.
Według danych na rok 1990 gminę zamieszkiwały 813 osoby, a gęstość zaludnienia wynosiła 589 osób/km² (wśród 1269 gmin Bretanii Châteauneuf-d’Ille-et-Vilaine plasuje się na 655. miejscu pod względem liczby ludności, natomiast pod względem powierzchni na miejscu 1099.).